# Arrêt de Conflans
Pour les articles homonymes, voir Conflans.
L’arrêt de Conflans, du 7 septembre 1341, est un jugement rendu à la demande du roi de France Philippe VI par l'assemblée des pairs de France à propos de la succession du duc de Bretagne Jean III, entre deux prétendants, Charles de Blois, époux de Jeanne de Penthièvre, et Jean de Montfort. 
Cet arrêt en faveur de Charles de Blois n'empêche pas Jean de Montfort de persister dans ses prétentions, ce qui déclenche la longue guerre de Succession de Bretagne (1341-1365), remportée par le fils de Jean de Montfort, qui devient le duc Jean IV (traité de Guérande, 1365). 
Cette guerre touchant la Bretagne a lieu en même temps que les débuts de la guerre franco-anglaise commencée en 1337 et qui connaît une première trêve de 1360 (traité de Brétigny) à 1368. 
Son nom correspond probablement à celui de la ville actuelle de Conflans-Sainte-Honorine (département des Yvelines), située au nord-ouest de Paris, non loin de Pontoise.

## Le problème de la succession de Jean III

### Situation à la mort de Jean III (30 avril 1341)
Jean III de Bretagne meurt en 1341, sans héritier mâle et sans avoir organisé sa succession, qui est disputée par les représentants de deux familles, la maison de Penthièvre (le comté de Penthièvre se trouve dans la région de Saint-Brieuc, incluant notamment Saint-Brieuc et Lamballe) et la maison de Montfort (dont l'origine est à Montfort-l'Amaury) : 
- Jeanne de Penthièvre (1324-1384), fille d'un frère cadet de Jean III, Guy de Penthièvre (1287-1331), épouse de Charles de Blois (1319-1364), qui est neveu par sa mère Marguerite de Valois du roi de France Philippe VI ; leur mariage a eu lieu en 1337 ;
- Jean de Montfort, demi-frère du duc défunt, fils comme lui d'Arthur II, mais de sa deuxième épouse, Yolande de Dreux (1269-1322) ; il est marié avec Jeanne de Flandre (1295-1374), fille de Louis Ier, comte de Flandre et de Nevers.

### Le point de vue de Jeanne de Penthièvre et de Charles de Blois
Jeanne de Penthièvre plaide le droit breton, fondé sur le droit de représentation d'une héritière par son époux (notamment en ce qui concerne le service militaire dû au seigneur d'un fief), qui permet à Charles de Blois et à elle-même d'arriver à la tête du duché. 
Il est aussi important de noter que Charles de Blois est issu de la maison de Valois (sans être cependant prince du sang), et qu'il bénéficie du soutien du roi de France.

### Le point de vue de Jean de Montfort
Jean de Montfort, plaide le droit français, la Bretagne étant un duché-pairie français depuis 1297, ce qui équivaut à dire que la Bretagne est un duché affilié à la monarchie française et qu'on doit donc y exercer le droit français. La loi salique doit y être rigoureusement appliquée[réf. nécessaire]. En fait, il veut appliquer au duché de Bretagne ce qui a eu lieu en France en 1328, lorsque, la lignée mâle des Capétiens directs étant éteinte (mort de Charles IV), il a été décidé de ne pas permettre aux filles de Philippe le Bel, notamment à Isabelle de France, épouse du roi d'Angleterre Édouard II et mère d'Édouard III, de devenir reine de France, mais de maintenir la couronne dans la branche cadette capétienne la plus proche, au profit de Philippe de Valois, premier prince du sang, devenu Philippe VI.
Sur le plan politique, il a le soutien d'Édouard III, qui voit là un moyen de garder une mainmise sur la Bretagne[réf. nécessaire]. En effet, la Bretagne a été un moment une possession féodale de la maison des Plantagenêt (moins longtemps cependant que la Normandie, l'Anjou ou le Poitou), avant les victoires de Philippe Auguste du début du XIIIe siècle (en 1341, le seul fief français détenu par le roi d'Angleterre est la Guyenne).

## La crise politique
Dès la mort de son demi-frère le 30 avril 1341, Jean de Monfort se présente devant Nantes, capitale du duché[réf. nécessaire], afin de se faire reconnaître par la population, ainsi que par les « grands »[pas clair]. Mais certains[Qui ?], ayant des intérêts fonciers hors de Bretagne, préfèrent se rallier à Charles de Blois. Pour affermir son autorité, il accapare les trésors de Jean III de la vicomté de Limoges et de Nantes[pas clair] et s'en prend aux villes qui ne l'acceptent pas comme duc. 
De son côté, Charles de Blois demande le soutien de son cousin, Philippe VI, ce qui amène Jean de Montfort à demander l'aide d'Édouard III. De fait, c'est en Bretagne que vont avoir lieu les premiers combats effectifs de la guerre de Cent Ans.

## La réunion des pairs de France et l'arrêt de Conflans
Afin de régler ce problème, Philippe VI convoque Jean de Montfort et Charles de Blois dans les environs de Paris, précisément à Conflans, où il a réuni les pairs de France. Chacun plaide sa cause devant cette assemblée. Les pairs, dont la fonction est d'ordre honorifique, sont (normlement) au nombre de douze : 
- six pairs ecclésiastiques (archevêque de Reims, évêques de Langres, de Laon, de Beauvais, de Châlons et de Noyon)
- six pairs laïcs (duc de Bourgogne, duc de Normandie, duc d'Aquitaine/Guyenne, comte de Flandre, comte de Champagne, comte de Toulouse).

Le jugement des pairs présents (le duc d'Aquitaine, Édouard III, n'en fait pas partie) est favorable à Charles de Blois, c'est-à-dire au protégé de Philippe VI.
C'est le texte de ce jugement publié le 7 septembre 1341 que l'on nomme l'arrêt de Conflans. 
Jean de Montfort n'a même pas attendu cette date pour quitter l'Ile-de-France. Après avoir rejoint son épouse à Nantes, il se réfugie en Angleterre, où il reconnaît rapidement Édouard III comme roi de France légitime.

## Suites: la guerre de Succession de Bretagne
Les Penthièvre, soutenus par les rois de France (Philippe VI jusqu'en 1350, Jean le Bon (1364, mais il est prisonnier à partir de 1356), Charles V), et les Montfort, alliés au roi d'Angleterre (Edouard III), se lancent dans une lutte acharnée qui s'achève seulement par la victoire des Montfort à Auray (29 septembre 1364), bataille au cours de laquelle Charles de Blois perd la vie. 
Durant cette période, les Anglais sortent vainqueurs des principales batailles contre l'armée française (Crécy en 1346, Poitiers en 1356). 
Le 12 avril 1365 est signé le traité de Guérande, qui assure aux Montfort le trône ducal de Bretagne (jusqu'à Anne de Bretagne, duchesse à partir de 1488, mais aussi reine de France à partir de 1491).